# ملخس
ملخس أو ملخس العبد واسمه هو الصيغة اليونانية للاسم العبري «ملك» الذي معناه «مَلِك» وهو خادم رئيس الكهنة (عبد رئيس الكهنة) الذي قطع بطرس أذنه عندما قبض على يسوع في البستان. مما جعل يسوع يصرخ بوجه بطرس ووضع يده على اذن ملخس فشفي.